# Comunitarianism
Comunitarianismul este un curent politic apărut ca reacție la perspectiva individualistă a liberalismului, în special cel expus de John Rawls în lucrarea sa, A Theory of Justice. Printre reprezentanții cei mai importanți ai acestei mișcări se numără Michael Walzer și Alasdair MacIntyre.  Principala critică pe care o aduce comunitarianismul liberalismului este ignorarea semnificației pe care o are comunitatea pentru individ.
"Teoria dreptății descrisă de John Rawls propune o nouă abordare a contractului social, o nouă viziune liberală care a reușit să se constituie în cea mai reprezentativă paradigmă a filosofiei politice contemporane. Articolul de față are intenția de comenta critic conceptul introdus de Rawls, de dreptate ca fairness, încercând, totodată, să aducă în discuție principalele contra-argumente opuse acestuia de către filosofii ce sunt considerați ca făcând parte din curentul comunitarian. Structura lucrării este următoarea: prima parte își propune să prezinte succint teoria rawlsiană a dreptății, cea de-a doua introduce principalele contra-argumente comunitariene, pentru ca partea a treia să se ocupe cu precădere de critica adusă de MacIntyre atât lui Rawls, cât și concepției despre dreptate a lui Robert Nozick." - " Keywords: Rawls, justice as fairness, communitarianism "

## Temele criticii comunitariene
Mulhall și Swift au identificat cinci teme asupra cărora comunitarianismul și liberalismul poartă dispute: concepția asupra persoanei; individualismul asocial; universalismul valorilor; subiectivismul valorilor; neutralitatea statului.
Comunitarismul pleacă de la teza că societatea liberală creează continuu alienare, atât prin apelul la individualism, cât și prin disprețul tot mai evident față de grupurile sociale care acționează în societate nu în scopul de a-și aduce beneficii materiale, ci pentru re-crearea spațiului natural al individualismului, acela al comunității. „Plecând de la acest principiu, comunitarienii sunt adepți ai capitalismului și ai statului capitalist, cu amendamentul că statul nu trebuie să fie el însuși capitalistul, ci doar să acționeze astfel încât piața să se supună nevoilor societății și nu invers. Exemplul cel mai des întâlnit este acela al statelor din sud-estul Asiei unde statul acționează atât politic, cât și economic, dar lipsindu-i de libertate și democrație. Pe de altă parte, comunitarienii nu sunt nici adepții statului minimal în sens economic, majoritatea lor fiind adepții unui neo-liberalism asistențial și progresiv. Singura diferență este că programele și politicile se fac la propunerea sau cu implicarea comunităților care sunt comanditarele și beneficiarele acestor proiecte” - " Cristopher Barry - The idea of democratic community " Rowman & Littlefild. Oxford, 1994.

O scurtă expunere a teoriei rawlsiene a dreptății
Prin introducerea conceptului său de dreptate ca fairness1, în filosofia politică, John Rawls își manifestă intenția clară ca aceasta să fie acea concepție despre dreptate cu valabilitate moral-universală și posibil-aplicabilă în toate tipurile de societate. Dar, pentru a putea fi funcțional, conceptul de dreptate ca fairness are nevoie de o condiție preliminară, de o societate unde oamenii sunt conștienți de necesitatea unei concepții comune asupra dreptății și unde instituțiile sociale de bază satisfac principiile pe care se susține dreptatea. Această societate este denumită de Rawls bine-ordonată (a well ordered society) și prezintă următoarele trăsături fundamentale: 1. dreptatea primează asupra intereselor și scopurilor individuale, iar indivizii împărtășesc o viziune comună asupra ei, creând în acest fel o prietenie civică (civic friendship) „între indivizi cu obiective și scopuri diferite, unde dorința generală pentru dreptate limitează încercarea de urmărire a altor scopuri”. 2 . Dreptatea trebuie să vizeze, conform lui Rawls, structura de bază a societății, aceasta fiind în mod imperativ subiectul prim al dreptății, și, totodată, acel sistem interconectat de instituții, reguli și practici care determină, în mod hotărâtor, poziția diferită a fiecărui om în societate3. Este cea care, circumstanțial, prin tot ansamblul economic, politic și social, reglează așezarea indivizilor în societate (pe poziții, valoric, extrem de diferite). Atât timp cât ea se bazează pe o concepție atrofiată asupra dreptății, pot fi cauzate inegalități profunde. De aceea, potrivit lui Rawls, subiectul prim al dreptății trebuie să fie întocmai această structură de bază a societății care să se configureze conform unor principii, și, în mod ideal, unei concepții omogene și singulare asupra dreptății.
Teoria rawlsiană a dreptății poate fi alăturată cu facilitate unei posterități contractualiste, scopul declarat al acesteia fiind acela de a înfățișa o „concepție a dreptății care generalizează și duce la un grad înalt de abstractizare teoria bine cunoscută a contractului social, așa cum o găsim la Locke, Rousseau și Kant”4. Și, înscriindu-se în această tradiție contractualistă, teoria dreptății ca fairness propune stabilirea unor principii ale dreptății, pe care persoane libere și raționale, într-o poziție originară, direct echivalentă stării naturale contractualiste, le-ar alege fără ezitare. Aceste principii vizează structura de bază a societății, urmând să reglementeze toate acordurile ulterioare, toate tipurile de cooperare socială în care se poate intra, și formele de guvernământ ce pot fi stabilite.
Astfel, Rawls enumeră două principii: unul ce vizează libertățile în societate, iar al doilea, care privește dreptatea distributivă bazată pe principiul diferenței. Ele pot fi enunțate astfel5: